# Dilmun (dokumentarfilm)
Dilmun er en dansk dokumentarfilm fra 1967 instrueret af Svend Aage Lorentz efter eget manuskript.

## Handling
Fra indskrifter på lertavler, som fra tid til anden er fundet ved udgravninger i Mellemøsten, har man vidst, at der mellem de to kendte kulturområder - Sumererne ved Eufrat og Tigris og Indus-kulturen - eksisterede et selvstændigt folk, som boede i landet Dilmun. Hvor dette land lå, blev først opdaget i 1953, da professor Globs ekspedition konstaterede, at Dilmuns hovedstad lå på Bahrain. Yderligere bevises eksistensen af Dilmunkulturen derved, at der fra de 5000 år gamle byer med templer og paladser er fundet mange hundrede møntlignende seglsten. Gennem disse seglstensfund har det været muligt at sammenstykke en "tegneserie", som kan være inspireret af kulturhistoriens første heltedigt Gilgamesh.